# 龙舌兰亚科
龙舌兰亚科包括多种生长在沙漠或干旱地带的植物，有21属，大约550-600种，分布在世界各地的热带、亚热带和暖温带地区。

## 分類
《被子植物APG III分类法》（2009年） 將龍舌蘭科（Agavacaea）、吊蘭科（Anthericaceae）、异菝葜科（Herreriaceae）、知母科（Anemarrhenaceae）、非洲菝葜科（Behniaceae）、肥皂根科（Chlorogalaceae）等小科的全部或部分成员併入廣義的天門冬科，组成本亞科。部分形近本科植物的类群则分入其它亚科，如朱蕉属、龙血树属、熊丝兰属、酒瓶兰属和猬丝兰属均位于假叶树亚科。

### 内部分類
本亚科所包含的属如下：
- 龙舌兰属 Agave L.（包含晚香玉属 Polianthes、红花月下香属 Bravoa、软香玉属 Manfreda）
- 知母属 Anemarrhena Bunge（曾归类于知母科）
- 圆果吊兰属 Anthericum L.（曾归类于吊蘭科）
- 非洲菝葜属 Behnia Didr.（曾归类于非洲菝葜科、垂花科）
- 龙荟兰属 Beschorneria Kunth
- 克美莲属 Camassia Lindl.（又名糠百合属，曾归类于肥皂根科、风信子科）
- 肥皂根属 Chlorogalum (Lindl.) Kunth（又名皂百合属，曾归类于肥皂根科、风信子科）
- 吊兰属 Chlorophytum Ker Gawl.（曾归类于吊蘭科）
- 假薯草属 Clara Kunth（曾归类于异菝葜科）
- 管花吊兰属 Diamena Ravenna
- 双花吊兰属 Diora Ravenna（曾归类于吊蘭科）
- 崖吊兰属 Echeandia Ortega（曾归类于吊蘭科）
- 沙吊兰属 Eremocrinum M.E.Jones
- 万年兰属 Furcraea Vent.
- 小果吊兰属 Hagenbachia Nees & Mart.
- 蔺百合属 Hastingsia S.Watson（曾归类于肥皂根科、风信子科）
- 异菝葜属 Herreria Ruiz & Pav.（曾归类于异菝葜科）
- 囊被假薯蓣属 Herreriopsis H.Perrier（曾归类于异菝葜科）
- 草丝兰属 Hesperaloe Engelm. in S.Watson
- 夕丽花属 Hesperocallis A.Gray（曾归类于夕丽花科、风信子科）
- 西丝兰属 Hesperoyucca (Engelm.) Trel.（曾归类于丝兰科）
- 玉簪属 Hosta Tratt. Hostaceae
- 沙百合属 Leucocrinum Nutt. ex A.Gray（曾归类于吊蘭科）
- 乐园百合属 Paradisea Mazzuc.（曾归类于阿福花科）
- 龙铃花属 Prochnyanthes S.Watson
- 晴铃花属 Schoenolirion Durand（曾归类于肥皂根科）,（曾归类于风信子科）
- 丝兰属 Yucca L. (包含高丝兰属 Samuela)（曾归类于丝兰科）